# Comuna Drelów
Comuna Drelów este o comună (în poloneză: gmina) rurală în powiat Biała Podlaska, voievodatul Lublin, Polonia.
Comuna acoperă o suprafață de 228,03 km² și are, potrivit datelor din anul 2006, o populație de 5.535.